# Luis Ahumada
Luis Eduardo Ahumada García (Ciudad Victoria, Tamaulipas, México, 14 de octubre de 1992), es un futbolista mexicano. Juega de defensa y su actual equipo es el Atlético Reynosa de la Serie A de México. Es el único jugador del Correcaminos de la UAT que ha jugado en todas las divisiones como capitán. su primer gol en el primer equipo de Correcaminos lo hizo en un Partido ante Puebla, donde su equipo ganó 3-2. En la Copa MX Apertura 2013, para el Apertura 2014 es prestado al Real Cuautitlán por un año, equipo en donde vuelve a ser capitán , regresa para el apertura 2015 al Correcaminos de la UAT donde sufre una lesión que lo deja fuera de las canchas por unos meses, para el Apertura 2016 regresa al Real Cuautitlán. Para el Apertura 2017 regresó al club correcaminos.

## Clubes
| Club                                              | País   | Año               |
| ------------------------------------------------- | ------ | ----------------- |
| Correcaminos de la UAT Tercera División de México | México | 2009 - 2011       |
| Correcaminos de la UAT Segunda División de México | México | 2011 - 2013       |
| Correcaminos de la UAT                            | México | 2013 - 2014       |
| Real Cuautitlán                                   | México | 2014 - 2015       |
| Correcaminos de la UAT                            | México | 2015 - 2016       |
| Real Cuautitlán                                   | México | 2016 - 2017       |
| Atlético Reynosa                                  | México | 2017 - Actualidad |

- Datos: Q20994178